# 新潟县立护理短期大学
新潟县立护理短期大学（日语：／ Niigata Kenritsu kango Tanki Daigaku *），是过去一所位于日本新潟县上越市的公立短期大学。

## 概要

### 简介
- 学校最早可以追溯到1977年、即两个专科学校[注 2]。短期大学为于1994年开办[1]、由新潟县经营。招生到于2001年、停办于2005年[2]。为男女同校从开办。

### 历史
- 1994年 新潟县立护理短期大学成立并同时设置一个学科即护理学科[2]。
- 1997年 两个专攻成立、以下列举。
  - 地区护理学专攻
  - 助产学专攻
- 2001年 最后一年招生、次年停止招生（正式停办于2005年4月26日[2]）。

## 学校环境
- 校区：在了新潟县上越市[注 1]

## 历任校长
- 齐藤秀晃：第一代短期大学校长[3]。

## 组织

### 学科
- 护理学科

### 专科
| - 地区护理学专攻 - 助产学专攻 |

### 业余课程
| - 没有 |

## 相关链接
- 日本短期大学列表